# Louis Compain
Louis Compain (Toury, 14 april 1733 – na 1790), ook bekend als Compain-Despierrières, was een Franse acteur en operazanger. Hij is vandaag bekend vanwege zijn mededirecteurschap van de Koninklijke Muntschouwburg te Brussel, een positie die hij deelde met Ignaz Vitzthumb. Hij debuteerde aan deze instelling in 1757 en had er van 1772 tot 1776 een leidinggevende functie. Compain stond ook op de planken in Marseille (1759), Bordeaux (1760), Den Haag (1768), Metz (1778), Toulouse (1779), Nîmes (1786) en Nantes (1790).